# Cantone di Saint-Gilles-Croix-de-Vie
Il Cantone di Saint-Gilles-Croix-de-Vie era una divisione amministrativa dell'arrondissement di Les Sables-d'Olonne.
È stato soppresso a seguito della riforma complessiva dei cantoni del 2014, che è entrata in vigore con le elezioni dipartimentali del 2015.
Comprendeva i comuni di:
- L'Aiguillon-sur-Vie
- Brem-sur-Mer
- Bretignolles-sur-Mer
- La Chaize-Giraud
- Coëx
- Commequiers
- Le Fenouiller
- Givrand
- Landevieille
- Notre-Dame-de-Riez
- Saint-Gilles-Croix-de-Vie
- Saint-Hilaire-de-Riez
- Saint-Maixent-sur-Vie
- Saint-Révérend